# Sole Survivor (canción de Asia)
«Sole Survivor» es una canción de la banda británica de rock progresivo Asia, que fue escrita por John Wetton y Geoff Downes y aparece en su álbum debut homónimo el cual fue lanzado a la venta en 1982.  Fue publicado como sencillo en el mismo año.
Este sencillo se ubicó en la 10.ª posición en el Mainstream Rock Tracks de Billboard, siendo así el tercer sencillo consecutivo de la banda que alcanzó los primeros 10 lugares de dicha lista.  Sin embargo, fue menos exitoso que sus antecesores «Heat of the Moment» y «Only Time Will Tell», ya que pese a haber alcanzado el 10.º lugar del Mainstream Rock, «Sole Survivor» no logró entrar en el Billboard Hot 100 estadounidense.
En el Reino Unido, no obtuvo una buena posición en el UK Singles Chart, ya que solo alcanzó el 91.º lugar de esta lista.
«Sole Survivor» alcanzó la 75.º en la lista Media Control Charts de Alemania en 1982.
La banda japonesa de power metal Galneryus hizo un cóver de «Sole Survivor» y la incluyó en su álbum Voices from the Past II del 2008.

## Lista de canciones
| N.º | Título                   | Duración |  |
| 1.  | «Sole Survivor»          | 3:35     |  |
| 2.  | «Here Comes the Feeling» | 3:30     |  |

## Formación
- John Wetton — voz principal y bajo
- Geoff Downes — teclados y coros
- Carl Palmer — batería
- Steve Howe — guitarra

## Listas
| Año  | País           | Lista                            | Máxima posición |
| ---- | -------------- | -------------------------------- | --------------- |
| 1982 | Alemania       | Media Control Charts             | 75.º            |
| 1982 | Estados Unidos | Billboard Mainstream Rock Tracks | 10.º            |
| 1982 | Reino Unido    | UK Singles Chart                 | 91.º            |